# 첸나이 익스프레스
《첸나이 익스프레스》(영어: Chennai Express)는 2013년 공개된 인도의 로맨틱 코미디 영화이다.

## 출연

### 주연
- 샤룩 칸
- 디피카 파두콘
- 라니 무커지

### 조연
- 라지니칸트
- 프리야마니
- 사티아라즈
- 마노라마

## 기타
- 프로듀서: 시따하트 로이 카푸르
- 프로듀서: 고리 칸
- 프로듀서: 카림 모라니
- 프로듀서: 로니 스크류밸라